# Günther Maubach
Günther Maubach (* 20. März 1933 in Dresden; † 11. Juni 2022) war ein deutscher Grafiker und Buchgestalter.

## Leben
Günther Maubach studierte Grafik an der Hochschule für Bildende Künste Dresden bei Lea Grundig und war danach als freier Gebrauchsgrafiker in Dresden tätig. Von 1957 bis 1960 gehörte er zur Ausstellungsgruppe „Dresdner Künstleraktiv 1957“, die sich dem „Kampf gegen den Faschismus“ verschrieben hatte und zu der u. a. auch Hans und Lea Grundig gehörten. Bekannt wurde Maubach durch Plakatentwürfe für Theater und Museen. Er war bis 1990 Mitglied des Verbandes Bildender Künstler der DDR.

## Ehrungen
- 1978: Verdienstmedaille der DDR
- 1985: Vaterländischer Verdienstorden in Bronze[3]

## Werke (Auswahl)
- 1977: Logo des Museums für Völkerkunde Dresden[2]
- 1979: Plakat der 10. Kunstausstellung des Bezirkes Dresden[4]
- 1981: Entwurf – Supralibros des Kurfürsten August von Sachsen 1556. Medaille zum Jahre 1981 von der Firma Dredner. Medaillenmünze (1500 Exemplare, Kupfer, 6 cm ⌀) aus Anlass des 425-jährigen Bestehens der Sächsischen Landesbibliothek Dresden (heute: SLUB)[5]
- 1985: Plakat der 11. Kunstausstellung des Bezirkes Dresden[4]
- 1984: Katalog – Klaus Schwabe: Zwischenbilanz; Plastik, Aquarelle, Handzeichnungen aus 2 Jahrzehnten. Galerie Rähnitzgasse, Dresden 1984
- 1987: Plakat und Katalog – Wirklichkeit und Bildhauerzeichnung. – Zentrum für Kunstausstellungen der DDR, Galerie Rähnitzgasse, Dresden, 10. Januar – 15. Februar 1987[4]
- 1987: Gestaltung des SLUB Kurier – Nachrichten aus der Sächsischen Landesbibliothek (SLB Kurier bis 1996)[6]

Herausgeber
- Gottfried Sommer – Aquarelle und Zeichnungen. Katalog, Kulturstiftung Rügen, Freund, Dresden 2005, ISBN 3-936477-25-6

## Ausstellungsbeteiligungen
- 1957: Berlin, „Junge Künstler der DDR“ Ausstellungspavillon Werderstraße[3]
- 1957: Dresden, „Kunst ist Waffe“ Ausstellung des „Dresdner Künstleraktivs 1957“[7]
- 1960: Dresden, „Kunst ist Waffe“ Ausstellung des „Dresdner Künstleraktivs 1957“, Sonderausstellung im Schloss Pillnitz, Wasserpalais[8]
- 1979: Dresden, 10. Kunstausstellung des Bezirkes Dresden:  16. September – 11. November 1979 in den Hallen am Fučikplatz[3]
- 1985: Dresden, 11. Kunstausstellung des Bezirkes Dresden: 4. Oktober – 17. November 1985 im Albertinum, Brühlsche Terrasse[3]